# Savoia di Lucania

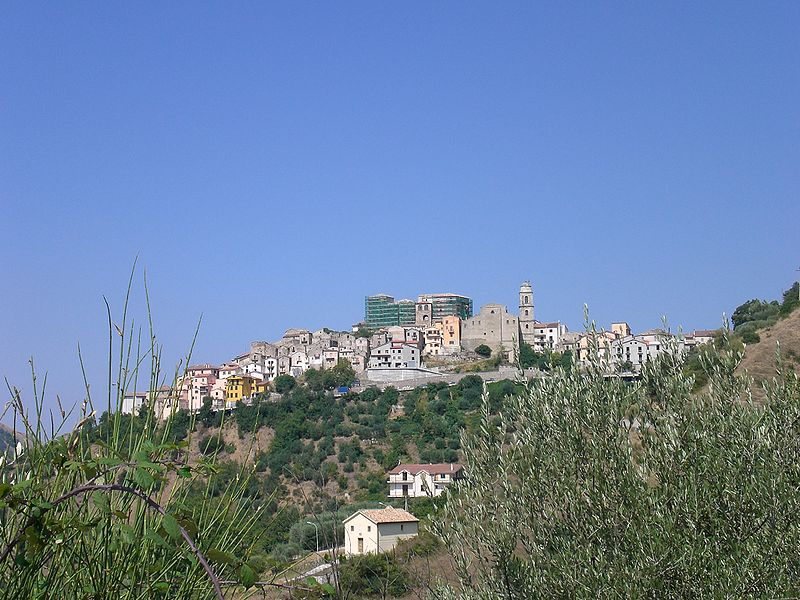
Blick auf Savoia di Lucania

Savoia di Lucania ist eine süditalienische Gemeinde (comune) mit 986 Einwohnern (Stand 31. Dezember 2023) in der Provinz Potenza in der Basilikata. Die Gemeinde liegt etwa 22 Kilometer westsüdwestlich von Potenza, gehört zur Comunità montana Melandro und grenzt unmittelbar an die Provinz Salerno (Kampanien).

## Geschichte
Der hier geborene Anarchist Giovanni Passannante verübte am 17. November 1878 in Neapel auf Umberto I. einen Anschlag, der fehlschlug. Zu Ehren des Königs wurde der Ort schließlich von Salvia di Lucania in Savoia di Lucania umbenannt.